# Josef Minsch
Josef « Jos » Minsch, né le 23 juin 1941 à Klosters et mort le 9 juin 2008, était un skieur alpin suisse. Actif dans les années 1960, il a surtout réalisé de bonnes performances en descente.
Pendant la descente du Lauberhorn en 1965, il chuta lourdement et se fractura le bassin, ce qui le força à une pause d'une année. Le lieu de sa chute, en dessous de la « tête de chien », est depuis appelé « bosse à Minsch » (Minschkante). En 1966, il fut battu au Lauberhorn par Karl Schranz.

## Coupe du monde
- Meilleur résultat au classement général : 17e en 1969
  - 1 victoire : 1 descente

### Saison par saison
- Coupe du monde 1967 :
  - Classement général : 25e
- Coupe du monde 1968 :
  - Classement général : 32e
- Coupe du monde 1969 :
  - Classement général : 17e
    - 1 victoire en descente : Cortina d’Ampezzo

## Arlberg-Kandahar
- Meilleur résultat : 7e place dans la descente 1969 à Sankt Anton